# Краснознаменська сільська рада (Мішкинський район)
Краснозна́менська сільська рада (рос. Краснознаменский сельский совет) — сільське поселення у складі Мішкинського району Курганської області Росії.
Адміністративний центр — село Краснознаменське.
Населення сільського поселення становить 880 осіб (2017; 1084 у 2010, 1320 у 2002).

## Склад
До складу сільського поселення входять:
| Населений пункт        | Населення, осіб (2002) | Населення, осіб (2010) |
| ---------------------- | ---------------------- | ---------------------- |
| Краснознаменське, село | 1039                   | 932                    |
| Леб'яже, село          | 217                    | 139                    |
| Логоушка, присілок     | 25                     | 2                      |
| Могильна, присілок     | 39                     | 11                     |